# 금마초등학교 (전북)
금마초등학교는 대한민국 전북특별자치도 익산시 금마면 동고도리에 있는 공립 초등학교이다.

## 학교 연혁
- 1911년 9월 15일 익산공립보통학교 개교
- 1923년 4월 1일 금마공립보통학교로 개칭
- 1938년 4월 1일 금마공립심상소학교로 개칭[1]
- 1941년 4월 1일 금마공립국민학교로 개칭[2]
- 1991년 3월 1일 익성국민학교 통폐합
- 1996년 3월 1일 금마초등학교로 개칭[3]
- 2012년 2월 15일 제100회 졸업장 수여식(졸업생 총 10,535명)
- 2020년 2월 24일 제108회 졸업식(졸업생 총 10,775명)
- 2020년 3월 1일 11학급 편성(특수학급1학급 포함), 유치원 1학급
- 2020년 3월 1일 제38대 김갑이 교장 부임
- 2021년 1월 15일 제109회 졸업장 수여식(졸업생 총 10,809명)
- 2021년 3월 1일 초등학교 11학급(특수학급 1학급), 유치원 1학급 편성

## 참고 자료
- 익산금마초등학교 - 한국교육학술정보원 학교알리미